# Anticorosiv
Anticorosiv București este o companie română care este lider național în realizarea protecției suprafețelor de metal și beton și soluții pentru combaterea coroziunii.
Până în 1989 a fost singura unitate de profil din țară.
Societatea a fost fondată în anul 1955 în scopul rezolvării problemelor de coroziune din industria românească, în special cele din industria chimică și petrochimică și a creării de noi materiale de protecție anticorozivă.
În anul 1990, ANTICOROSIV S.A. s-a constituit ca societate comercială pe acțiuni prin preluarea integrală a patrimoniului fostei Intreprinderi de Protecții Anticorosive și Utilaje Speciale - IPAUS - București.
Cifra de afaceri în 2007: 5 milioane euro